# 681 Gorgo
681 Gorgo је астероид главног астероидног појаса чија средња удаљеност од Сунца износи 3,105 астрономских јединица (АЈ).
Апсолутна магнитуда астероида је 11,0 а геометријски албедо 0,047.